# Мостовая (Новосибирская область)
Мостовая — деревня в Новосибирском районе Новосибирской области России. Входит в состав Раздольненского сельсовета.

## География
Площадь деревни — 22 гектара.

## Население
| 2002 | 2007 | 2010 |
| ---- | ---- | ---- |
| 0    | ↗2   | ↘0   |

## Инфраструктура
В деревне по данным на 2007 год отсутствует социальная инфраструктура.